# Ukrajinska pravda
Ukrajinska pravda (ukrajinsky Українська правда) jsou ukrajinské internetové noviny, založené v roce 2000 novinářem Georgijem Gongadzem a od roku 2021 vlastněné českým podnikatelem Tomášem Fialou.
Noviny vycházejí primárně v ukrajinštině, s vybranými články v ruštině a angličtině. Cílí na širokou čtenářskou obec s důrazem na aktuální témata v ukrajinské politice. Ukrajinská vláda se v minulosti opakovaně pokoušela na noviny vyvíjet nátlak a zamezit tak svobodnému přístupu k informacím, neboť server se zabýval vysokou mírou korupce v politice.

## Šéfredaktoři
- 2000 Georgij Gongadze, zástupce: Olena Prytulová
- 2000–2014 Olena Prytulová, zástupce: Serhij Leščenko
- 2014–současnost, Sevhil Musajevová-Borovyková

## Galerie

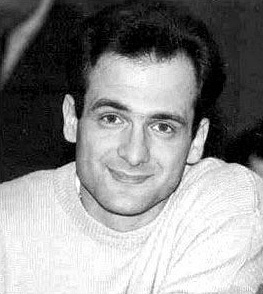
Georgij Gongadze, spoluzakladatel a první redaktor novin
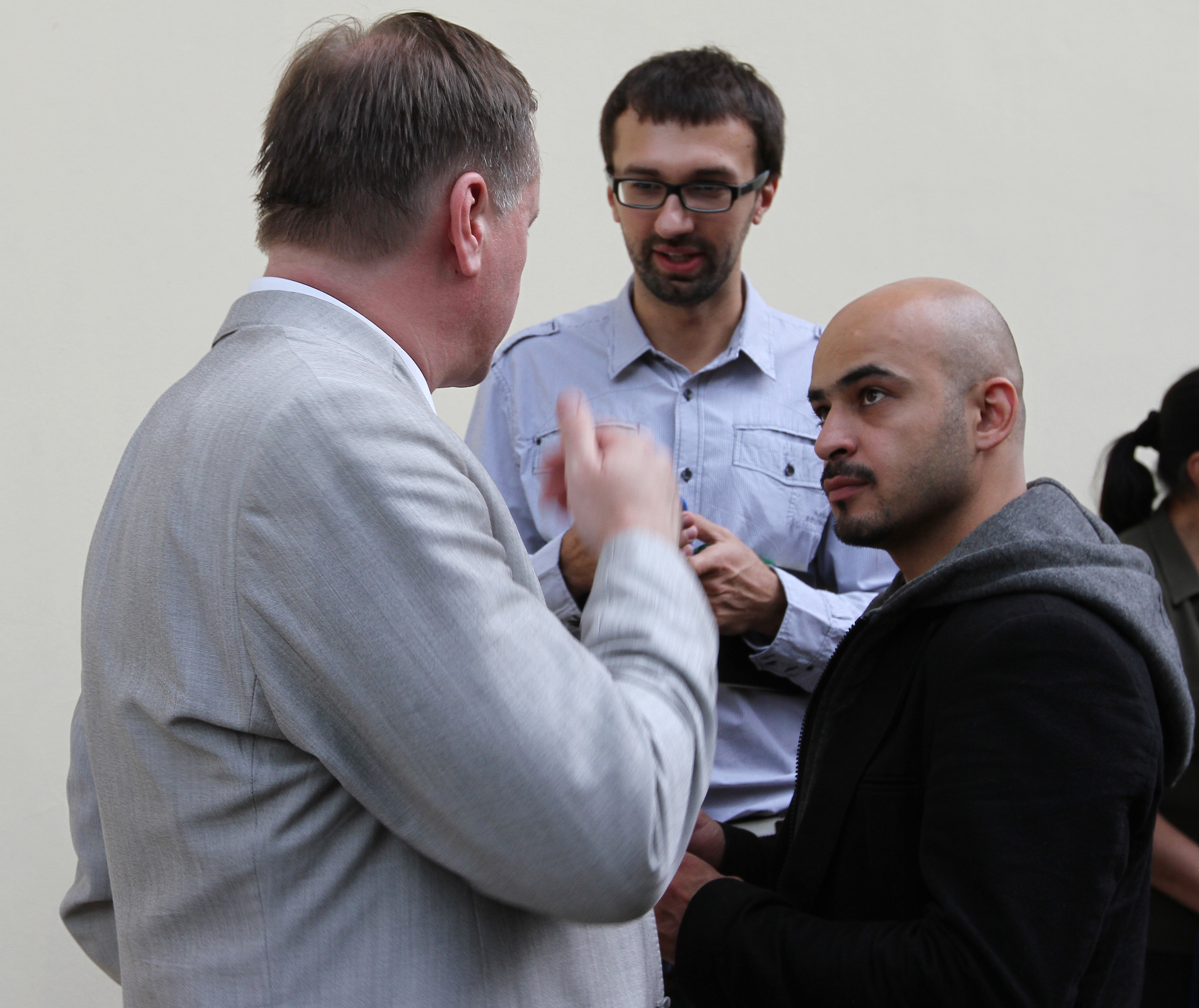
Serhij Leščenko (uprostřed) a Mustafa Nayem (vpravo), vedou interview s politikem Tarasem Čornovilem, 2011
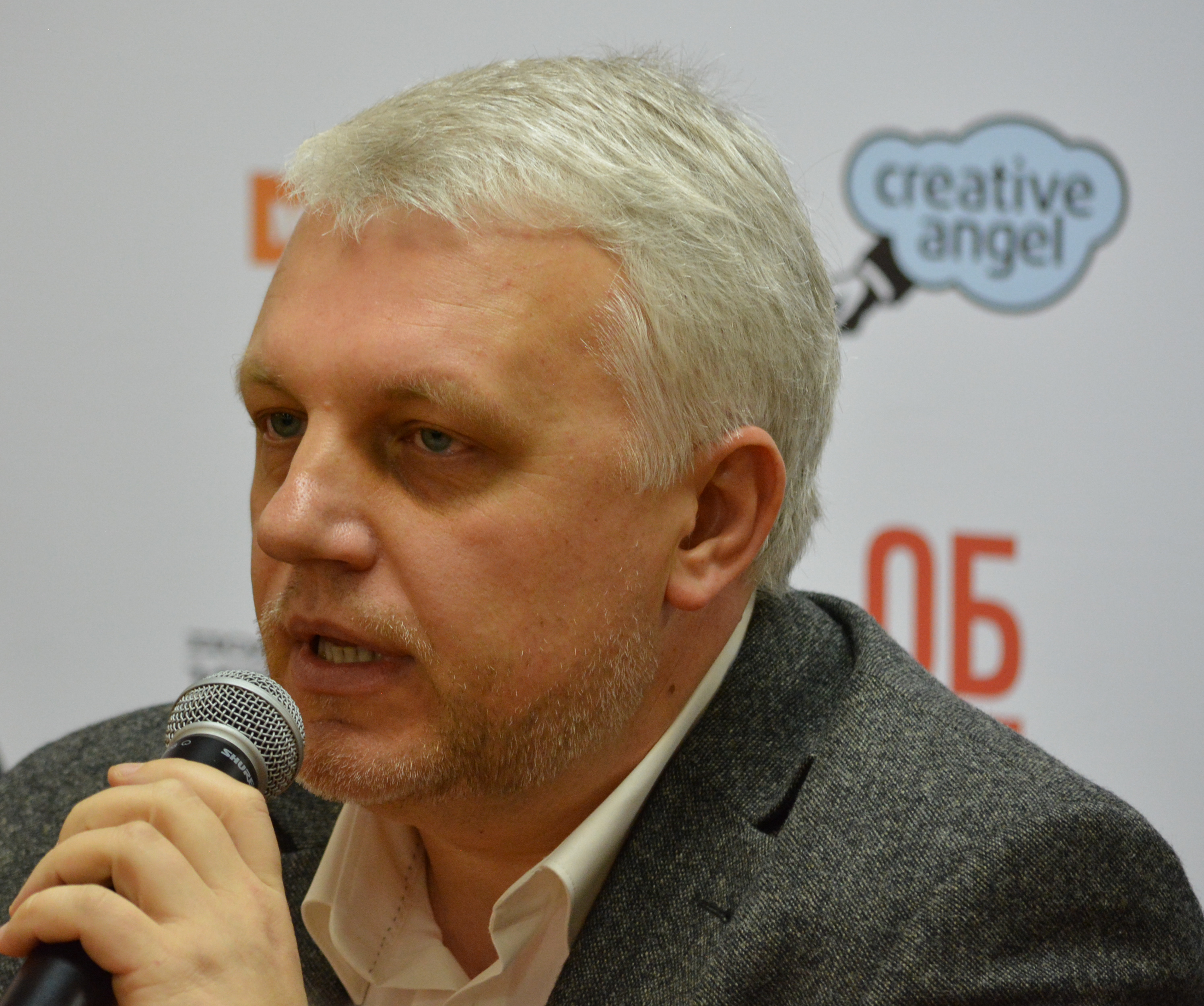
Novinář Pavel Šeremet zahynul v Kyjevě v červenci 2016 po explozi automobilu